# Antonio Giorgetti
Antonio Giorgetti, född 1635 i Rom, död 24 december 1669 i Rom, var en italiensk skulptör under barocken. Han var äldre bror till skulptören Giuseppe Giorgetti samt medhjälpare till Bernini.
Giorgetti har utfört en ovanlig skulptur i Cappella Spada i San Girolamo della Carità; två änglar håller en kommunionsduk av polykrom marmor mellan sig. För Ponte Sant'Angelo utförde Giorgetti Ängeln med tvättsvampen.

## Verk i urval
- Änglar med kommunionsduk – Cappella Spada, San Girolamo della Carità[1]
- Ängeln med tvättsvampen – Ponte Sant'Angelo[2]
- Girolamo Aleandros byst (cirka 1661) – San Lorenzo fuori le Mura[3]
- Gravmonument över Lucas Holstenius – Santa Maria dell'Anima[4]

## Bilder
| - Cappella Spada i kyrkan San Girolamo della Carità med änglarna med kommunionsduken. - Gravmonument över Lucas Holstenius i Santa Maria dell'Anima. |